# مبارك الطشه
مبارك حمود سعدون الطشه الرشيدي (1980 -)، نائب في مجلس الأمة الكويتي.

## السيرة البرلمانية
شارك النائب د.مبارك الطشه في انتخابات مجلس الأمة الكويتي 2022 وحصل على المركز الثالث في الدائرة الرابعة برصيد 7,098 صوت وفاز بالانتخابات ، كما شارك في انتخابات مجلس الأمة الكويتي 2023 في الدائرة الرابعة ، وحصل على المركز الثاني برصيد 8,376 صوت وفاز بالانتخابات ، وهو حاصل على دكتوراه في القانون الخاص المقارن بالشريعة الإسلامية.

## الحياة العملية
- مدرس قانون الأحوال الشخصية في جامعة الكويت.
- مستشار قانوني لوزير العدل ووزير الأوقاف.
- مدرس قانون مدني في المعهد التجاري.
- محكم معتمد لدى الغرفة العربية للتوفيق والتحكيم.
- محكم معتمد لدى جمعية المحامين الكويتية.
- عضو الجمعية الكويتية لمقومات حقوق الإنسان.
- عضو في جمعية الخريجين الكويتيين.
- أمين سر نقابة وزارة العدل سابقا.
- نائب رئيس مركز التحكيم في جمعية المحامين الكويتية سابقا.